# Кайё, Каролин
Каролин Кайё (фр. Caroline Cayeux; род. 1 ноября 1948, Париж) — французский политик, бывший сенатор от департамента Уаза, лидер партии Республиканцы в департаменте Уаза, мэр города Бове. На выборах Региональный совет Пикардии в марте 2010 года Каролин Кайё возглавила единый список «правых», получивший во 2-м туре голосования 31,83 % голосов (2-е место).

## Биография
Дочь председателя Совета фармацевтов Франции доктора Пьера Фурнье, специалист по праву и английскому языку, Каролин Кайё начала свою карьеру в 1970 году, работая в команде известного политика Ивона Буржа. В 1981 году она начала самостоятельную политическую карьеру в департаменте Уаза, став вице-мэром поселка Блинкур в округе Клермон.
Взлет её партийной карьеры начался в 1997 году, когда лидером партии Объединение в поддержку Республики стал Филипп Сеген. В 1998 году она возглавила партийную группу в департаменте Уаза после того, как с этого поста был смещен Жан-Франсуа Мансель за несогласованное с руководством партии сотрудничество с Национальным фронтом на Парламентских выборах.
В 2000 году Каролин Кайё начала формировать блок правых на грядущих муниципальных выборах в столице департамента Бове. Несмотря на большой политический вес депутата Национального собрания от Бове Оливье Дассо, дважды до этого возглавлявшего список правых на муниципальных выборах в Бове и уступавшего социалистам, Кайё удалось победить на внутрипартийных выборах и возглавить предвыборный список. На муниципальных выборах 2001 года список правых во главе с Кайё собрал больше голосов, чем социалисты во главе с действующим мэром Вальтером Ансаллемом, и после 24-летнего перерыва правые вернули себе Бове. На выборах в 2008 году Кайё вновь одержала победу, получив 58 % голосов.
В 2002 году она также баллотировалась в Национальное собрание Франции как независимый кандидат, но уступила своему извечному сопернику Оливье Дассо. В 2004 году Кайё возглавляла список правых в Уазе на выборах в региональный совет Пикардии, а в 2010 — весь региональный список и была кандидатом на пост президента совета.
В 2004 году впервые баллотировалась в Сенат, но неудачно, а в сентябре 2011 года получила второе место в правом списке сенатора Филиппа Марини, который сумел набрать достаточное количество голосов для того, чтобы Каролин Кайё стала сенатором Франции. В выборах в Сенат в 2017 году не участвовала из-за принятия нового закона о невозможности совмещения мандатов.
В 2015 году Каролин Кайё стала одним из национальных секретарей партии Республиканцы; на партийных праймериз 2017 года поддерживала Франсуа Фийона.
4 июля 2022 года было сформировано второе правительство Борн, в котором Кайё назначена министром-делегатом местного самоуправления при министре экологических преобразований и развития территорий, а также при министре внутренних дел.
28 ноября 2022 года ушла в отставку из правительства ввиду возникших у Высшей администрации транспарентности общественной жизни сомнений относительно искренности декларации об имущественном положении Кайё.

## Занимаемые выборные должности
18.03.2001 — 31.08.2022 — мэр Бове 

28.03.2004 — 31.10.2011 — лидер фракции СНД в совета региона Пикардия 

25.09.2011 — 01.10.2017 — сенатор от департамента Уаза